# Jersey
Jersey (englische Aussprache [ˈdʒɜːzi], französische Aussprache [ʒɛʁˈzɛ], normannisch Jèrri [dʒɛrɪ]) ist die größte und mit gut 100.000 Einwohnern zugleich bevölkerungsreichste Kanalinsel. Sie liegt im Ärmelkanal in der Bucht von Saint-Malo, rund 150 km vor Großbritannien und etwa 25 km vor der Westküste der nordfranzösischen Halbinsel Cotentin. Zu den anderen Kanalinseln betragen die (Luftlinien-)Entfernungen 28 km nach Guernsey, 20 km nach Sark und 50 km nach Alderney. Jersey ist die sonnenreichste aller britischen Inseln und verfügt über ausgedehnte Strände. Die Hauptstadt ist Saint Helier.
Jersey ist wie die anderen Kanalinseln kein Teil des Vereinigten Königreiches, sondern als Kronbesitz (englisch Crown dependencies, französisch Dépendances de la Couronne) direkt der britischen Krone unterstellt.
Die Insel gehört mit den kleineren Inseln Minquiers und Écréhous zur Bailiwick of Jersey (Vogtei Jersey), die auch weitere Insel- und Felsengruppen umfasst, die heute nicht permanent bewohnt sind: Vor allem sind dies Pierres de Lecq und Les Dirouilles sowie weitere Inseln im Süden und Südosten. Weitere Kanalinseln in der Umgebung gehören zur Bailiwick of Guernsey.
Nach der Insel wurde der US-Bundesstaat New Jersey benannt, welcher zu den Dreizehn Kronkolonien gehörte. Der Stoff Jersey ist ebenfalls nach der Kanalinsel benannt.

## Größe
Jersey ist 119,6 km² groß – von Norden nach Süden 8 km breit und 14,5 km lang von Osten nach Westen. Die Insel besitzt ein 570 km umfassendes Straßennetz. Allein rund 80 km nimmt das Wegesystem der „Green Lanes“ ein. Dies sind kleine, verkehrsberuhigte Straßen und Wege, auf denen eine Höchstgeschwindigkeit von 24 km/h gilt. Wanderer, Fahrradfahrer und Reiter haben hier Vorrang.

## Einwohner
Die Insel hatte beim letzten Zensus (2011) 97.857 Einwohner. Bis Ende 2014 ist die Einwohnerzahl auf geschätzt ungefähr 100.800 angestiegen. Von den Bewohnern sind etwa 50 % auf Jersey und weitere 33 % auf den anderen Britischen Inseln geboren. In der Inselhauptstadt St. Helier leben rund 33.500 Einwohner (Zensus 2011). Jeder fünfte Einwohner arbeitet im Finanzsektor.

## Sprache
Auf Jersey wird neben Englisch heute noch ein normannischer Dialekt gesprochen. Dieser Dialekt wird von den Einheimischen auch Jersey-French oder Jèrriais genannt. Er weicht aber so stark vom Französischen ab, dass er nur von den einheimischen Inselbewohnern verstanden wird. Jersey-French ist in den Schulen Jerseys kein Pflichtfach mehr, kann jedoch als Nebenfach belegt werden. Es wird an den meisten Grundschulen des Landes gelehrt, an den weiterführenden Schulen jedoch nicht mehr. In den meisten Familien wird Jersey-French nicht mehr gesprochen und ist somit vom Aussterben bedroht.

## Klima
Jersey verzeichnet die meisten Sonnenstunden der Britischen Inseln. Vom Golfstrom beeinflusst hat die Insel im Sommer eine durchschnittliche Tageshöchsttemperatur von 21 °C. Das Klima ist ganzjährig mild und die Wintermonate sind fast immer frostfrei. Das Meer ist, durch den starken Tidenhub bedingt, relativ kühl. Normalerweise erreicht es im Hochsommer, durch den Golfstrom begünstigt, maximal 22 bis 23 °C.
|                       | Jan  | Feb  | Mär  | Apr  | Mai  | Jun  | Jul  | Aug  | Sep  | Okt  | Nov   | Dez   |   |       |
| Mittl. Tagesmax. (°C) | 8,1  | 8,7  | 10,9 | 13,0 | 16,6 | 19,2 | 21,4 | 21,8 | 19,3 | 15,7 | 11,8  | 9,5   | ⌀ | 14,7  |
| Mittl. Tagesmin. (°C) | 4,3  | 4,0  | 5,4  | 6,6  | 9,4  | 11,8 | 14,0 | 14,4 | 12,9 | 10,6 | 7,4   | 5,5   | ⌀ | 8,9   |
|                       |      |      |      |      |      |      |      |      |      |      |       |       |   |       |
| Niederschlag (mm)     | 90,4 | 73,6 | 70,8 | 54,4 | 52,0 | 48,6 | 37,0 | 45,6 | 70,3 | 92,2 | 107,9 | 110,5 | Σ | 853,3 |
|                       |      |      |      |      |      |      |      |      |      |      |       |       |   |       |
| Regentage (d)         | 19,0 | 15,9 | 16,3 | 13,3 | 12,2 | 10,7 | 9,9  | 10,1 | 13,3 | 17,0 | 19,2  | 19,5  | Σ | 176,4 |

| 4,3 |

| 4,0 |

| 5,4 |

| 6,6 |

| 9,4 |

| 11,8 |

| 14,0 |

| 14,4 |

| 12,9 |

| 10,6 |

| 7,4 |

| 5,5 |

| 4,3 |

| 4,0 |

| 5,4 |

| 6,6 |

| 9,4 |

| 11,8 |

| 14,0 |

| 14,4 |

| 12,9 |

| 10,6 |

| 7,4 |

| 5,5 |

## Natur, Vegetation

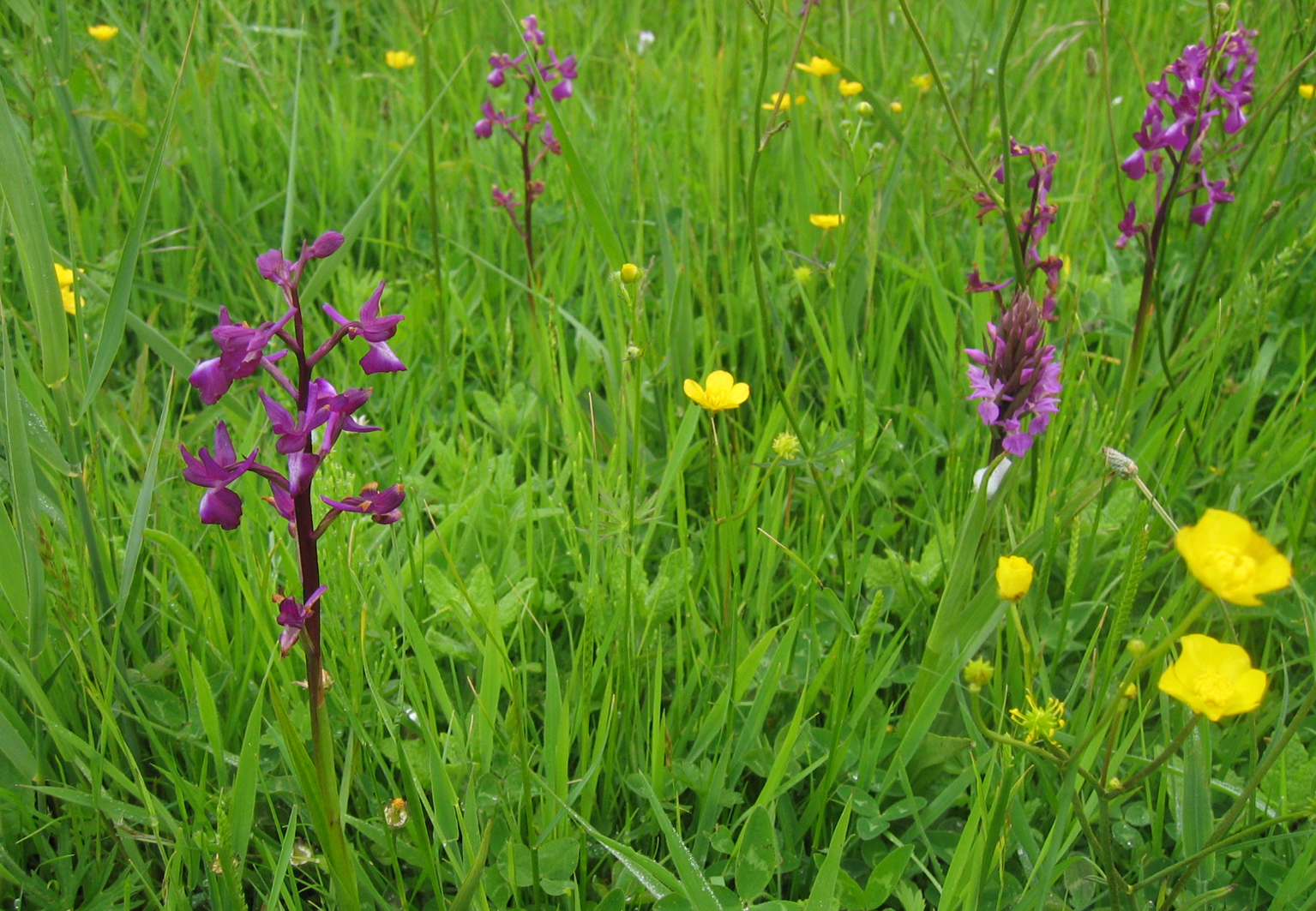
Orchideenwiese „Le Noir Pré“

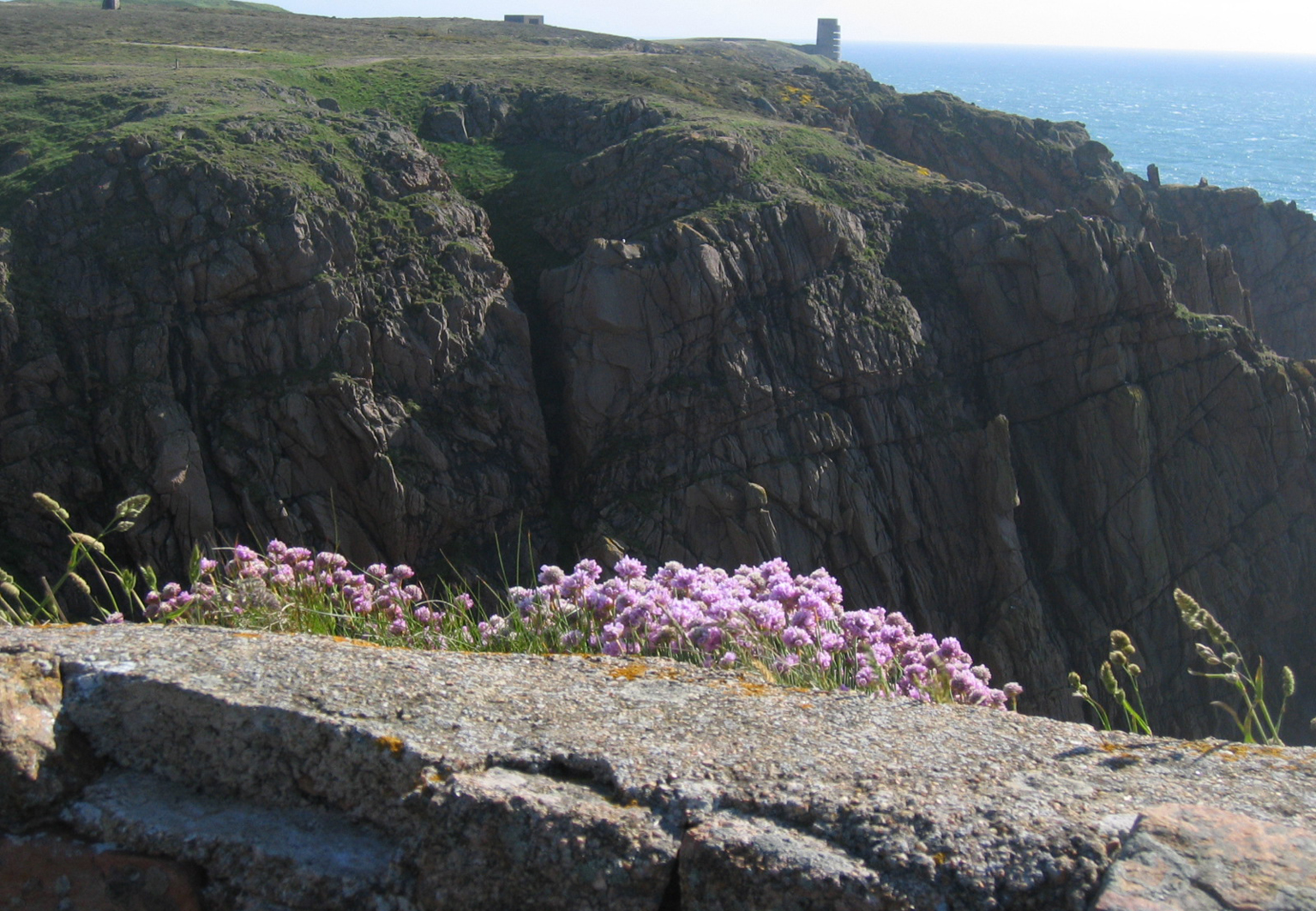
Klippen an der Nordwestküste

Aufgrund des milden Klimas, bedingt durch den Golfstrom, findet sich eine Mischung aus mediterraner Vegetation (z. B. Palmen, Drachenbäume, Kamelien) und solcher gemäßigterer Breiten (z. B. Ginster, Nadelgewächse). Auf der Insel wachsen auch wilde terrestrische Orchideen (Naturschutzgebiet Pré Noir an der Westküste), darunter einige, die dort endemisch sind. Der größte Teil der Insel ist entweder landwirtschaftlich bewirtschaftet oder bebaut, wobei vor allem in den kleineren Orten die Häuser oft mit Gärten oder Parkanlagen umgeben sind. Daneben gibt es noch Reste von Mischwäldern in den Tälern (z. B. im St. Peter’s Valley), wo auch Wanderwege angelegt sind. An einem Teil der Küsten, vor allem im Norden der Insel, findet man steil abfallende Klippen, die mit Ginster, Farnen sowie niedrigen Sträuchern und Kräutern bewachsen sind. Diese Klippen können über die Klippenpfade erwandert werden (Ausgangspunkt z. B. Plémont Bay oder Bouley Bay). Im Südwesten sind auch noch Sanddünen zu finden.
Der Gezeitenunterschied beträgt bis zu zwölf Meter. Bei Ebbe werden große Bereiche von Felsen oder Watt freigelegt, insbesondere im Südosten der Insel.
Es gibt verschiedene Seevögel, darunter Möwenarten oder Austernfischer. Mitunter verirrt sich auch ein Papageitaucher von den benachbarten Inseln an die Klippen der Nordküste. Es gibt eine große Zahl von Fasanen, die auf der ganzen Insel anzutreffen sind.

## Geschichte

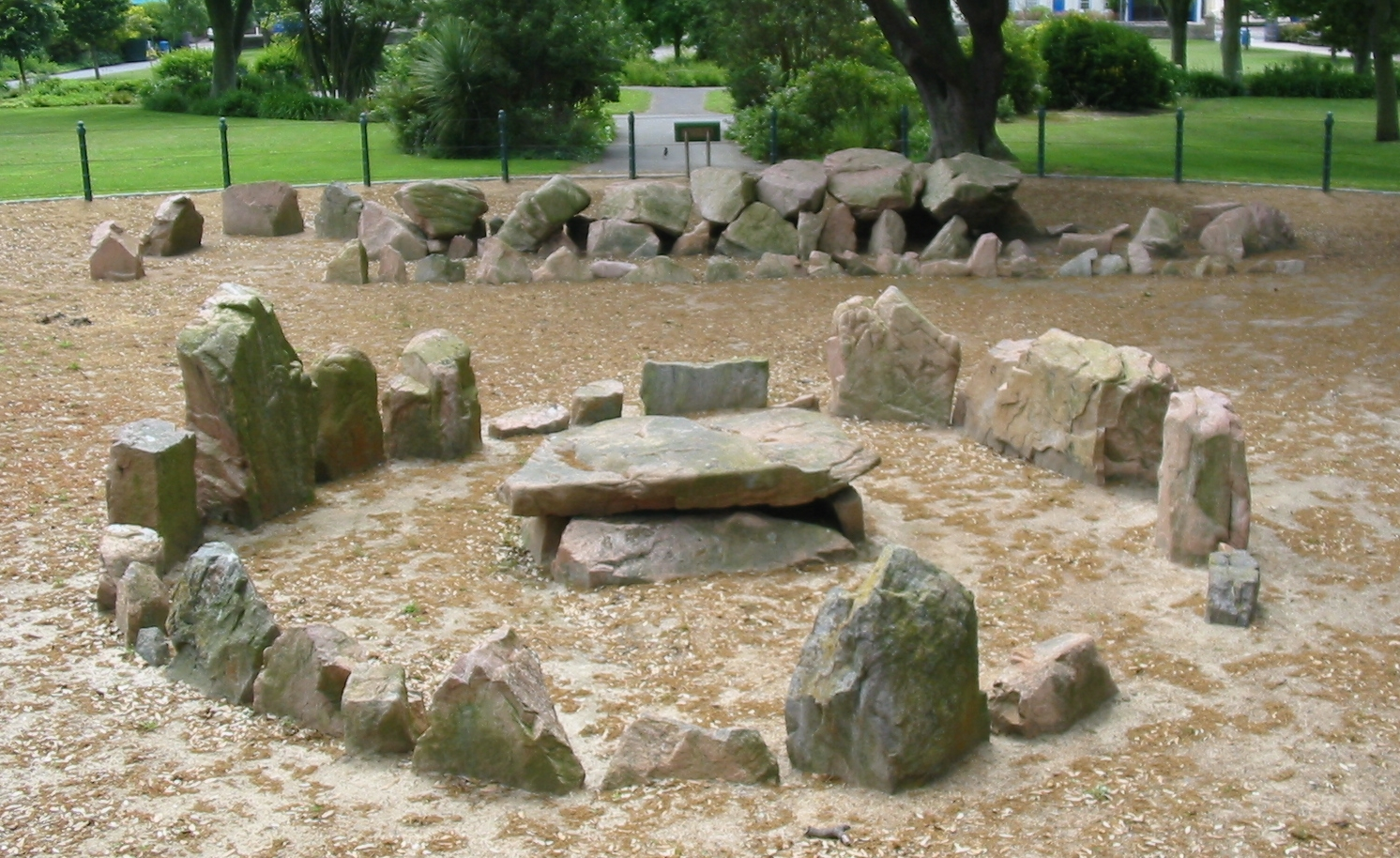
Dolmen La Ville ès Nouaux, Saint Helier

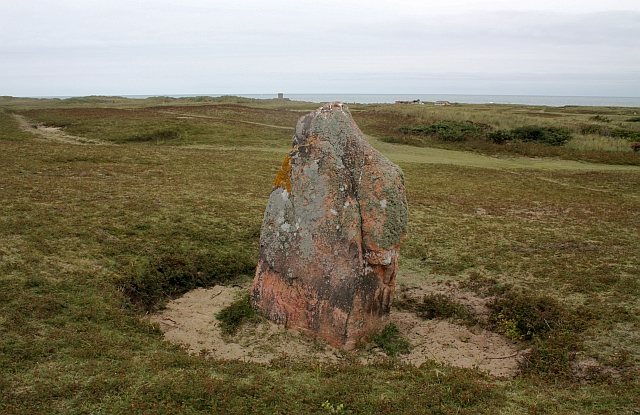
„Little Menhir“ von Les Blanches Banques

Die Kanalinseln gehören zu den Gebieten, die vor dem nacheiszeitlichen Meeresanstieg, der etwa 5000 v. Chr. abgeschlossen war, Teil des kontinentalen Festlands waren und als solche bereits früh besiedelt wurden. Älteste Funde stammen aus der Höhle von La Cotte de St. Brelade. Sie reichen bis zu 250.000 Jahre zurück. Dort fanden sich mehr Neandertalerwerkzeuge als im gesamten übrigen Großbritannien. Außerdem wurden hier die bisher einzigen bekannten Reste eines späten Neandertalers in Nordwesteuropa freigelegt.
Von der Ankunft des Ackerbaus zeugen noch 15 von ursprünglich 60 Megalithanlagen der Kanalinseln (Dolmen) und einige Menhire.
Ursprünglich waren alle Kanalinseln Teil der Ländereien des Herzogs der Normandie und noch davor Teil von Neustrien. Im Jahre 1066 eroberte Herzog Wilhelm der Eroberer England und wurde englischer König. Als der Festlandteil der Normandie im Jahre 1204 unter der Regentschaft von Johann Ohneland verlorenging, blieben die Kanalinseln als Rest des Herzogtums im Besitz der Könige von England, und es entstanden Befestigungen wie Grosnez Castle. Die Kanalinseln gehören nicht zu Großbritannien, sondern unterstehen als Kronbesitz dem britischen Königshaus. Bis zum Jahr 1569 hingen die Inselkatholiken vom Bistum Coutances (heute von Portsmouth) ab.
Jersey wurde im Zweiten Weltkrieg ab 1940 von der deutschen Wehrmacht besetzt. Zuvor waren ca. 30.000 Bewohner nach Großbritannien evakuiert worden. In dieser Zeit wurden Festungsbauten (Bunker etc.) an der Küstenlinie installiert. So wurde die Insel Teil des Atlantikwalls. Außerdem ließen die Deutschen durch Zwangsarbeiter eine Tunnelanlage (Jersey War Tunnels, Hohlgangsanlage 8 – HO 8) errichten, die im letzten Kriegsjahr in ein unterirdisches Krankenhaus (englisch „Underground Hospital“) umgestaltet wurde, das aber nie zum Einsatz kam. Es sollte der Versorgung deutscher Soldaten dienen, die im Kampf verwundet wurden. Beim Bau dieser Tunnelanlage kamen viele Zwangsarbeiter ums Leben.
Im September 1942 wurden von den Kanalinseln auf Anordnung Hitlers etwas mehr als 2000 Zivilisten – Männer, Frauen, Kinder – ins Deutsche Reich (u. a. nach Bad Wurzach) deportiert, als Reaktion auf die Internierung von deutschen Staatsbürgern durch die Briten im Iran. Sie wurden bis zum Kriegsende in Internierungslagern (ILAG) festgehalten.
Von der Invasion in der Normandie war Jersey nicht betroffen. Offiziell wurde erklärt, man wolle sich nicht mit der Befreiung der „unwichtigen“ Insel aufhalten; über mögliche, tiefer reichende staatsrechtliche und politische Gründe wird spekuliert. So kam es, dass die Besatzer das Kriegsende abwarteten und erst am 9. Mai 1945 kapitulierten. Aus dieser Zeit sind noch viele Gebäude und Anlagen erhalten, die heute als Museen genutzt werden. So gibt es eine Ausstellung in den „Jersey War Tunnels“, die das Leben während der Besatzungszeit darstellt.
Alte Namen
| - Andium (?) 4. Jahrhundert - insula Gersoi 1022/1026 - insula Gerseii, auch Gersey, Gersei, Gersoii 1042 - insula Gersoi 1037/1046 - Giriacensis insula ~1050/1066 - insula Gersoii 1056/1066 - in Gersoio 1063/1066 - insula de Gersoi 1066 - Gersus ~1070 - insula de Gerzoi 1080/~1082 - insula de Gersoi 1066/1083 - insula Gersoi 1066/1083 - l’isle de Gersui 1160/1174 - in Gersoio 1223/1236 | - Gersuy 1339 - Gersui 1339 - insula de Jersey 1372 - insula de Jereseye 1372 - insula de Jeresey 1375 - insula de Jersey 1385 - insula de Gersey 1386 - insula […] de Jersey 1419 - Iarsay [lire Jarsay] 1585 - Jarsey 1693 - Jerzey 1753 - Isle de Gersey 1753/1785 - Ile de Jersey 1854 |

## Kindesmissbrauch
2008 erschütterte ein Missbrauchskandal die Insel. Die Polizei startete eine zunächst verdeckte Untersuchung zu dem Verdacht, ob in dem Kinderheim Haut de la Garenne Kinder missbraucht worden waren. Seit Jahren hatte es hierzu Gerüchte gegeben. Strafverfahren waren immer wieder eingestellt worden. Es wurden schließlich 192 Opfer ermittelt, die als Zeugen aussagten und schlimmste Verbrechen belegten. Die Kriminalpolizei untersuchte im Zuge der weiteren Ermittlungen auch zugeschüttete Kellerräume des Heims auf Leichenfunde, da es hieß, dass Kinder immer wieder verschwunden seien. Von den schließlich 150 mutmaßlichen Straftätern wurden letztlich nur 8 verurteilt. Auch der Pädophile Jimmy Savile hat sich nachweislich mehrfach in dem Heim aufgehalten. 
Bei den Ermittlungen ist immer wieder versucht worden, den Skandal „unter den Teppich zu kehren“, um als Steueroase nicht an Attraktivität zu verlieren. Opfervertreter und Blogger haben dafür gesorgt, dass die Öffentlichkeit weiter an der Aufklärung interessiert blieb. 
Schließlich wurde eine Enquete-Kommission berufen, die neun Jahre später ihren Bericht vorlegte. Darin wurden Misshandlungen und Vergewaltigungen von Mädchen und Jungen seit 1945 dokumentiert, die unter der Fürsorge des Staates standen. Die Kommission bestätigte den schweren Vorwurf von systematischem Missbrauch und Misshandlungen von Kindern in dem Kinderheim Haut de la Garenne und in Pflegefamilien. Vor allem wurde das komplette Behördenversagen bezeugt. Dabei rehabilitierte sie einen der leitenden Kriminalpolizisten, der nach disziplinarischen Vorwürfen entlassen worden war.
Die Regierung der Kanalinsel Jersey sprach schließlich eine Entschuldigung gegenüber den Opfern aus. Viele der Heimkinder erlebten dies nicht mehr, da sie infolge des erlittenen Missbrauchs, Unrechts und Einschüchterungen in der Kindheit an Drogen gestorben waren oder sich das Leben genommen hatten. Der Staat hat keine Entschädigung geleistet.
Bis heute ist der Missbrauchsskandal aus Sicht von Beobachtern nicht aufgearbeitet, wie die Dokumentation „Jersey – Insel mit dunkler Vergangenheit“ (im Original: Garenne) der Britin Camilla Hall zeigt. Das liege auch an der Tatsache, dass Jersey keine Demokratie sei, sondern die politischen Beamten vom Staatsoberhaupt (seinerzeit: Queen Elisabeth) ernannt würden.

## Währung

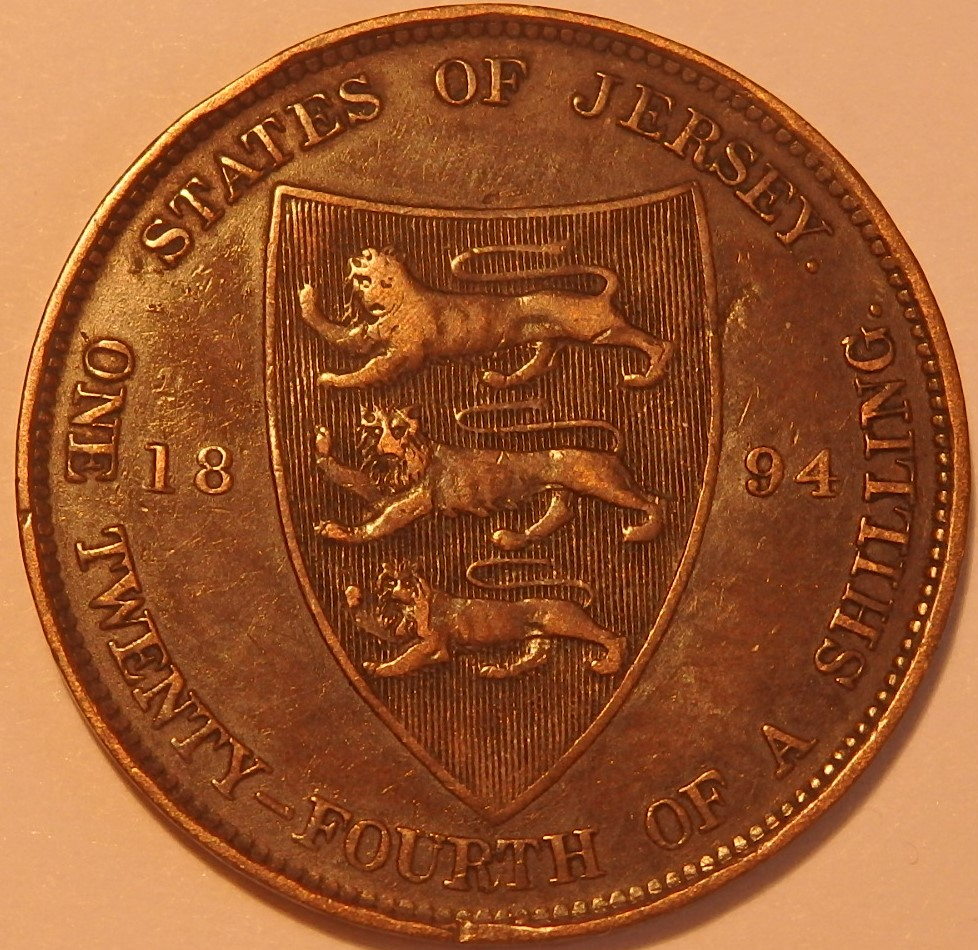
24stel Schilling für Jersey, Jahr 1894

Die Insel hat eine eigene Währung: Das Jersey-Pfund-Sterling (JEP) ist angelehnt an das britische Pfund, das ebenfalls akzeptiert wird, ebenso wie Debitkarten und alle gängigen Kreditkarten. Der Euro wird derzeit nur in einigen größeren Geschäften in der Inselhauptstadt angenommen.

## Wirtschaft

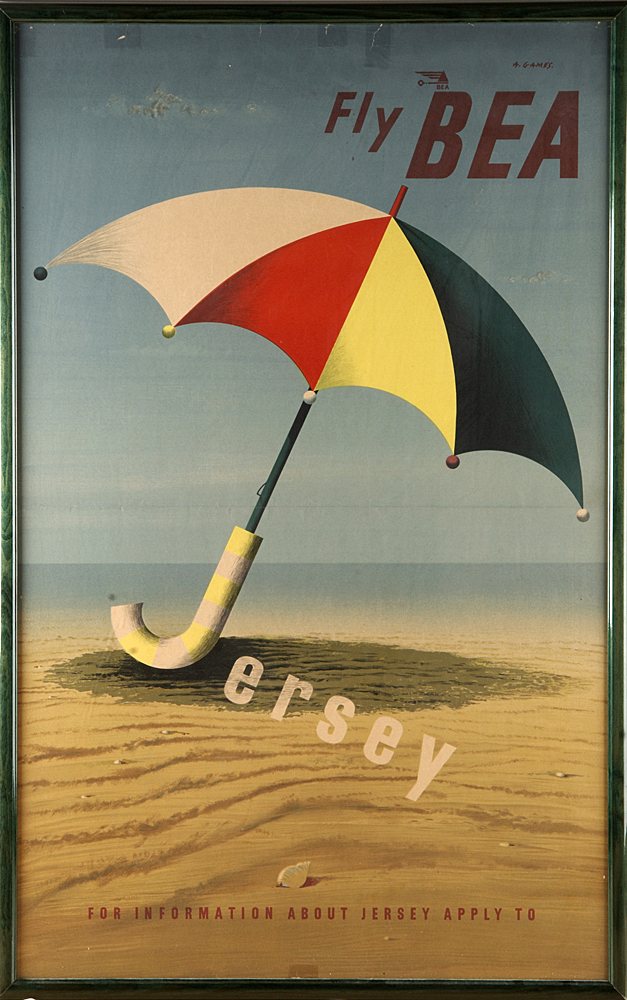
Abram Games, Plakatwerbung

Das Bruttoinlandsprodukt Jerseys betrug 2013 ungefähr 3,7 Mrd. £. Wichtigster Wirtschaftszweig der Insel mit einem Anteil von 42 % an der Bruttowertschöpfung ist der Finanzsektor, der vor allem von den niedrigen Steuersätzen für ausländische Kapitalanleger profitiert und ungefähr ein Viertel der Arbeitnehmer auf Jersey beschäftigt. In einer Rangliste der wichtigsten Finanzzentren weltweit belegte Jersey den 67. Platz (Stand: 2022).
Wirtschaftlich wichtig ist auch die Tourismusbranche; die Ausgaben der Besucher auf der Insel beliefen sich 2014 auf 232 Mio. £. Die Landwirtschaft trägt zwar nur noch 1,6 % zur Bruttowertschöpfung bei, prägt aber nach wie vor das Erscheinungsbild der Insel (mehr als die Hälfte der Inselfläche wird landwirtschaftlich genutzt). Die hauptsächlichen landwirtschaftlichen Aktivitäten sind der exportorientierte Kartoffelanbau und die Milchwirtschaft, die auf einer eigenen Rinderrasse, dem sogenannten Jersey-Rind, basiert. Ebenfalls bedeutend für den Export ist die Blumenzucht. Im Südwesten der Insel, in der Gemeinde Saint Brélade liegt eine Lavendelfarm, die einen nennenswerten Anteil des britischen Bedarfs an Lavendelöl produziert.
95 Prozent ihres elektrischen Stroms bezieht die Insel über drei Unterwasserkabel aus Frankreich. Im Zusammenhang mit Auseinandersetzungen bezüglich der Fischereirechte nach dem Brexit rückte dieser Sachverhalt ins Blickfeld.
Tourismus
Die Wirtschaft von Jersey lebt auch zu großen Teilen vom Tourismus. Auf dem Flughafen landen Flugzeuge aus London und anderen europäischen Metropolen. Dank TGV und Schnellfähren ist die Insel ab Paris in ca. fünf Stunden erreichbar. Die Fähren fahren mindestens zweimal täglich. Camping ist nur auf den offiziellen Campingplätzen erlaubt. Das Preisniveau ist seit der Abwertung des britischen Pfunds, an das das Jersey-Pfund gekoppelt ist, stark gesunken.
Es gibt neben der Inselhauptstadt St. Helier zahlreiche touristische Ziele, wie die archäologischen Fundstätten (Dolmen), Mont Orgueil Castle oder die Mühle von Quétivel. Die Buchten u. a. von Saint Brélade, Saint Aubin und die Royal Bay von Grouville sind für Strandurlaube begehrt.

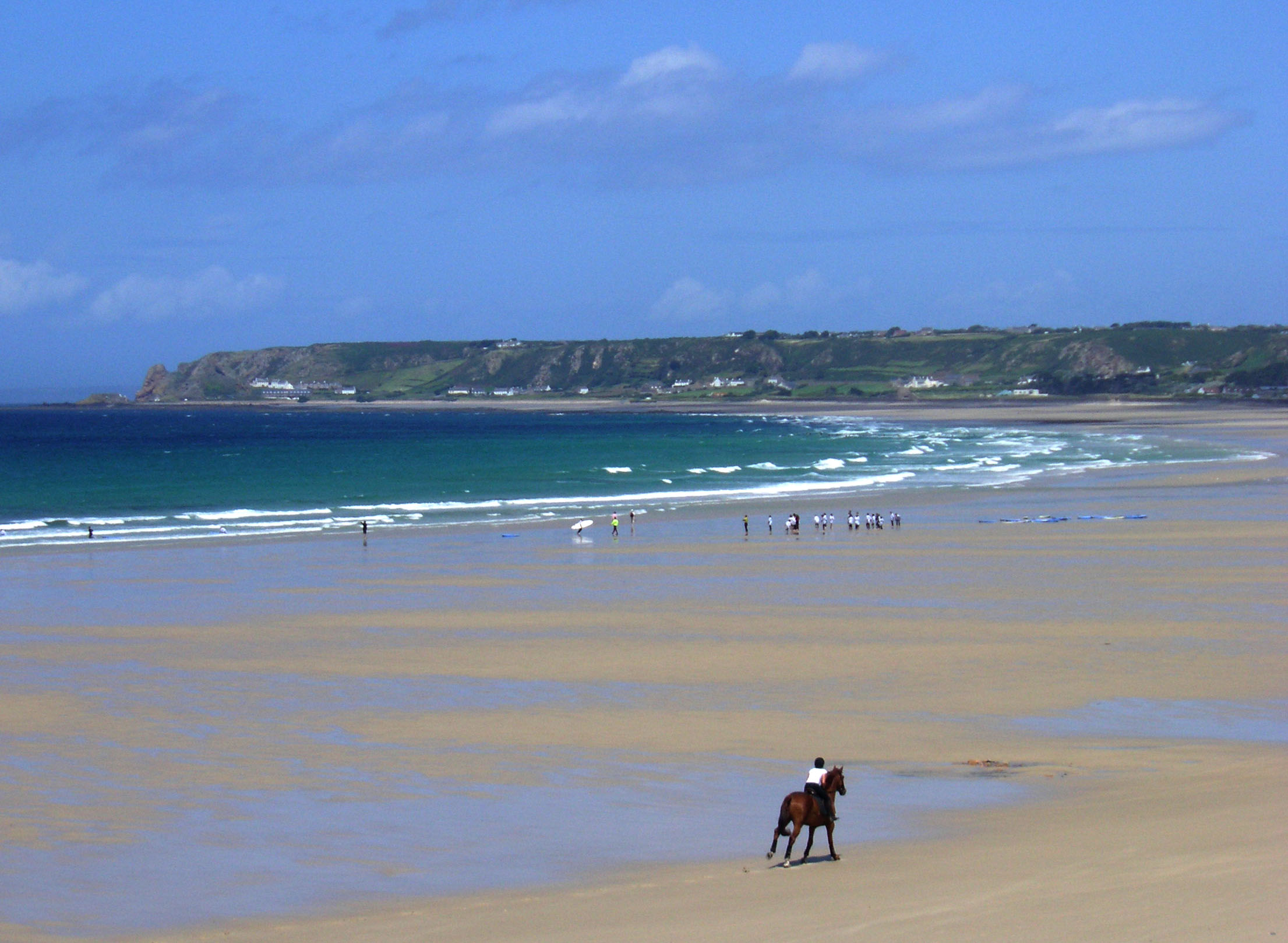
St. Ouens Bay
Corbiere im Südwesten
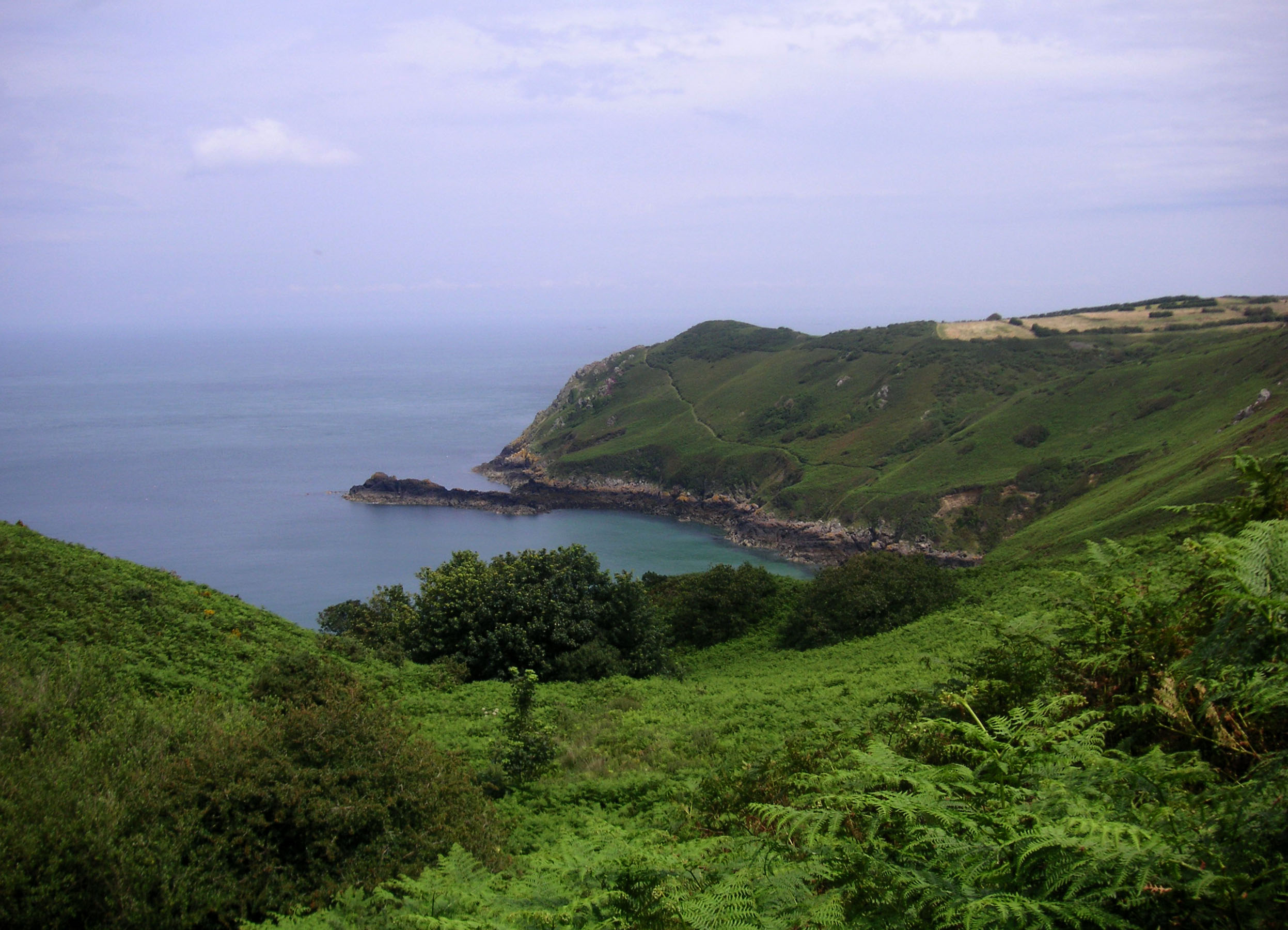
Im Norden
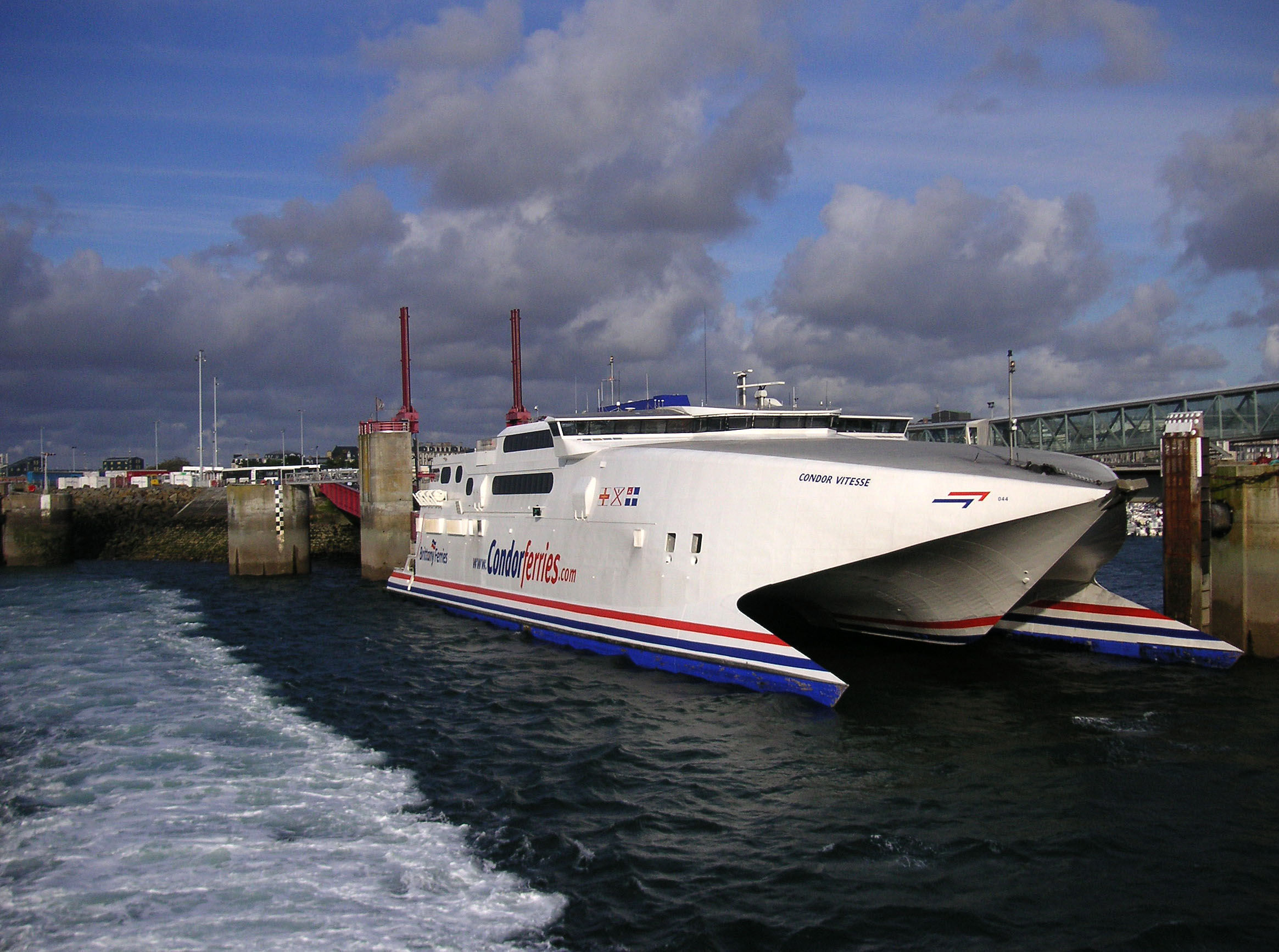
Schnellboote
Klippen
Im Norden
Vor St. Aubin
St. Brélades Bay
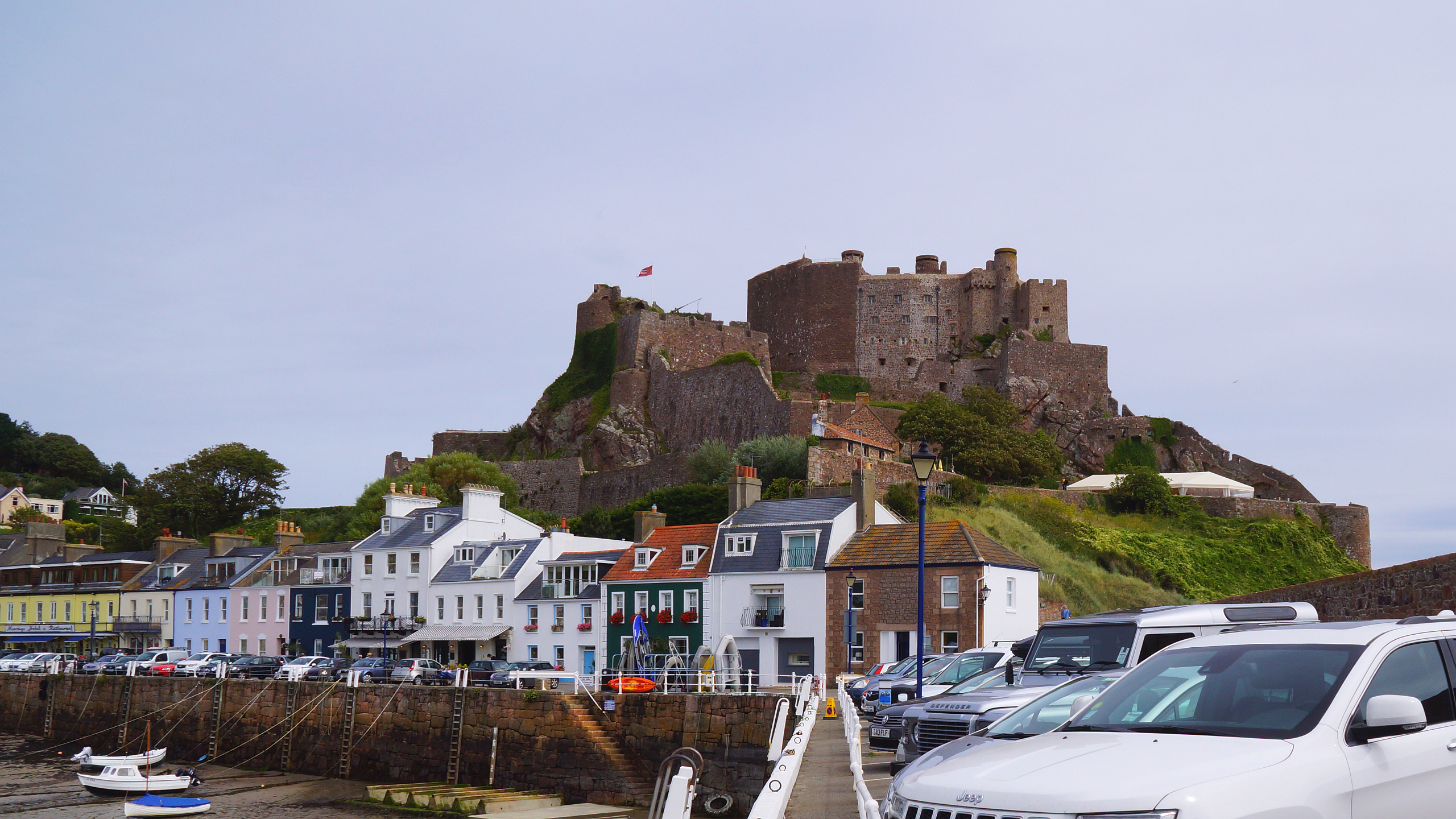
Hafen Gorey Village und Mont Orgueil Castle

## Verkehr
Jersey verfügt über einen Flughafen im Südwesten der Insel. Die größten Häfen befinden sich in Saint Helier (tidenunabhängig), Gorey und Saint Aubin.
Die Gesamtlänge der befestigten Straßen der Insel beträgt etwa 570 km. Es herrscht wie in Großbritannien Linksverkehr, nur während der deutschen Besatzungszeit wurde auf Rechtsverkehr umgestellt.
Die Höchstgeschwindigkeit beträgt 64 km/h (40 mph). Die Green Lanes sind ein einzigartiges Netz kleiner, verkehrsberuhigter Straßen und Wege, auf denen Radfahrer, Wanderer und Reiter absoluten Vorrang vor dem Kfz-Verkehr haben. Die Höchstgeschwindigkeit für Fahrzeuge beträgt dort 24 km/h (15 mph). Dieses einmalige Projekt wurde 1996 von der Guild of Travel Writers mit dem „Silver Unicorn“ ausgezeichnet.
Auf Jersey gibt es keine Eisenbahn mehr. Die Jersey Railway und Jersey Eastern Railway waren von 1870–1936 bzw. 1873–1928 in Betrieb. Alle Inselteile sind seit Januar 2013 durch 24 Buslinien (Stand Frühjahr 2016) der „LibertyBus“ zu erreichen. Der frühere Buslinienbetreiber „myBus“ hatte pro Jahr mehr als 3 Millionen Fahrgäste mit ca. 80 Bussen auf 18 Linien ausgehend vom zentralen Busbahnhof „Liberation Station“ in der Hauptstadt Saint Helier befördert.

## Kultur
1959 wurde vom Tierschutzpionier Gerald Durrell der Durrell Wildlife Conservation Trust gegründet, der den Zoo von Jersey (Jersey Zoo, bis 2017: Durrell Wildlife Park) betreibt. In einer Parkanlage gelegen, bemüht sich der Trust mit großem Erfolg um die Rettung vom Aussterben bedrohter Tierarten. So wurden bereits verschiedene Tierarten nachgezüchtet und in ihrer angestammten Heimat ausgewildert. Das Projekt wird durch Spenden und Tierpatenschaften finanziert. Neben einer gut dokumentierten Orang-Utan-Gruppe gibt es weitere Menschenaffen, Lemuren, eine große Anlage für Flughunde und nachtaktive Tierarten.
Das wichtigste kulturelle Ereignis der Insel ist das Jersey Battle of Flowers, das jeweils am zweiten Donnerstag im August am Nachmittag und am darauffolgenden Freitag am Abend durchgeführt wird. Es ist eine Parade von blumengeschmückten Wagen. Erstmals fand diese 1902 anlässlich der Krönung von König Edward VII. statt.
Auf Jersey gibt es neun Ballettschulen, die alle nach der Lehrmethode der Royal Academy of Dancing unterrichten. Alle zwei Jahre veranstalten sie einen Ballett-Wettbewerb, der in das Jersey Eisteddfod Festival of Performing Arts integriert ist.

## Surfen
Jersey besitzt durch seine vielen und langen Sandstrände einige von Europas besten Surfspots. In St. Helier selbst gibt es einige Surfshops, in denen aber so gut wie alle Brettsportarten vertreten sind. Auch an der St. Ouen’s Bay sind einige Brettverleihe. Die St. Ouen’s Bay war im September 2009 der Austragungsort der EUROSURF09, der Europameisterschaften im Surfen.

## Söhne und Töchter
- Helier († 555), Schutzheiliger der Insel
- Oswald Rose Campbell (1820–1887), britisch-australischer Maler, Illustrator und Kunstpädagoge
- Ellen Anne Hewett (1843–1926), Schriftstellerin, Suffragette und Vertreterin der Abstinenzbewegung; auf Jersey geboren und aufgewachsen
- Lillie Langtry (1853–1929), Schauspielerin, Kurtisane und Mätresse Königs Eduard VII.
- Thomas Benjamin Davis (1867–1942), Geschäftsmann, Regattasegler und Philanthrop
- Harry Vardon (1870–1937), Berufsgolfer und siebenfacher Major-Sieger
- Charles le Maistre (1874–1953), Elektrotechniker
- Ted Ray (1877–1943), Golfspieler und zweifacher Major-Sieger
- Gabriel Poulain (1884–1953), Radrennfahrer und Flugpionier
- Arthur Ernest Mourant (1904–1994), Chemiker, Hämatologe und Genetiker
- Babette Cole (1950–2017), Kinderbuchautorin und Illustratorin
- Guru Josh, eigentlich Paul Walden (1964–2015), Musiker
- Graeme Le Saux (* 1968), Fußballspieler; wuchs auf Jersey auf
- Andy Chatterley (* 1973), grammynominierter Musikproduzent
- Nerina Pallot (* 1975), Sängerin und Liedermacherin; wuchs auf Jersey auf
- Henry Cavill (* 1983), Schauspieler
- Charlie Carrel (* 1993), Pokerspieler
- Scott Clayton (* 1994), Tennisspieler
- Amelie Child-Villiers (* 2008), Schauspielerin und Peeress